# Тургэн (гора)
Тургэн (монг. Түргэн — «быстрый») — гора в монгольском аймаке Увс. Имеет высоту 4029,3 метра и покрыта снегом.